# Aeroportul Lockhart River
Aeroportul Lockhart River (IATA: IRG, ICAO: YLHR) este un aeroport din Aboriginal Shire of Lockhart River⁠(d), Queensland, Australia ce deservește zona Lockhart River⁠(d). Aeroportul a fost tranzitat în 2022 de 11.054 de pasageri. A fost numit după zona deservită.
Situat la o altitudine de 27 m, aeroportul dispune de o singură pistă.